# 特洛伊 (加利福尼亞州)
特洛伊（英語：Troy）是位於美國加利福尼亞州普萊瑟縣的一個非建制地區。該地的面積和人口皆未知。

## 地理
特洛伊的座標為39°18′42″N 121°27′47″W / 39.31167°N 121.46306°W，而該地的平均海拔高度為1934米（即6345英尺）。